# تیراندازی به مایکل براون

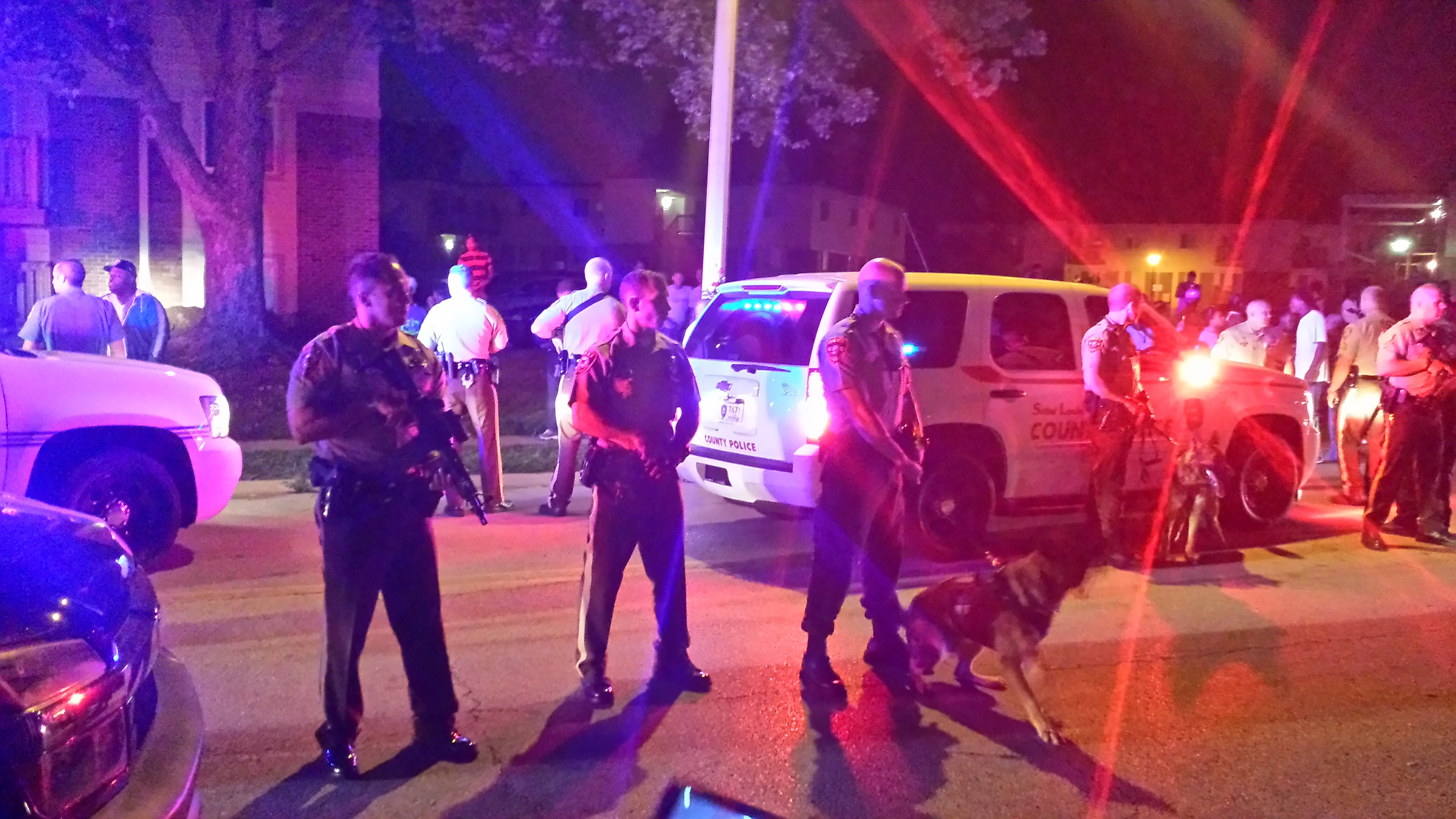
نگاره‌ای که پلیس شهرستان سنت لوئیس را هشت ساعت پس از تیراندازی، در حال حفاظت از صحنهٔ جرم، نشان می‌دهد.

تیراندازی به مایکل براون در ۹ اوت ۲۰۱۴ در شهر فرگوسن ایالت میزوری آمریکا روی داد. براون ۱۸ ساله پس از آنکه حداقل شش مرتبه هدف شلیک دارن ویلسون، افسر پلیس ۲۸ سالهٔ شهر فرگوسن، قرار گرفت جان باخت. براون مسلح نبود و سوء سابقه نیز نداشت. بنا بر اظهارات ادارهٔ پلیس شهر فرگوسن، بروان مظنون به دست داشتن در سرقتی بود که چند دقیقه پیش از تیراندازی رخ داده بود. با وجود این ادعا شد تماس اولیهٔ ویلسون و براون ربطی به سرقت نداشت اما پلیس ویدیوی انجام سرقت را منتشر کرد. ادارهٔ پلیس شهر چندین بار روایتش از ماجرا را تغییر داده‌است. ویلسون چهار سال در ادارهٔ پلیس شهر فرگوسن و دو سال در ادارهٔ پلیس دیگری خدمت کرده‌است.
این حادثه جرقهٔ ناآرامی‌ها در شهر فرگوسن را برافروخت، عمدتاً به این دلیل که معترضان نژادپرستی را عاملی دخیل در تیراندازی می‌دانستند چون براون آفریقایی-آمریکایی (سیاه‌پوست) بود ولی ویلسون سفیدپوست است. اعتراض‌های مسالمت‌آمیز، خرابکاری، و انواع و اقسام دیگر ناآرامی مدنی برای مدت بیش از یک هفته ادامه داشته‌است. مقرارت منع آمد و شد در شب‌ها وضع گردیده و خشونت‌ها شدیدتر شده‌است. پوشش گستردهٔ رسانه‌ها حاکی از آن است که اداره‌های محلی پلیس خود را به سلاح‌های مخصوص ارتش مجهز و مسلح کرده و در قبال اعتراض‌های مردمی و خبرنگاران با شیوه‌های نظامی واکنش نشان می‌دهند.